# El Cheque Ocho
El Cheque Ocho är en ort i Mexiko.   Den ligger i kommunen San Luis Río Colorado och delstaten Sonora, i den nordvästra delen av landet, 2 100 km nordväst om huvudstaden Mexico City. El Cheque Ocho ligger 22 meter över havet och antalet invånare är 226.
Terrängen runt El Cheque Ocho är mycket platt, och sluttar västerut. Runt El Cheque Ocho är det glesbefolkat, med 19 invånare per kvadratkilometer. Närmaste större samhälle är San Luis Río Colorado, 11,1 km nordost om El Cheque Ocho. Trakten runt El Cheque Ocho består till största delen av jordbruksmark.